# نايجل لونويجك
نايجل لونويجك (بالهولندية: Nigel Lonwijk)‏ هو لاعب كرة قدم هولندي، ولد في 27 أكتوبر 2002 في خورلا في هولندا.

## وصلات خارجية
- نايجل لونويجك على موقع قاعدة بيانات كرة القدم.إي يو (الإنجليزية)
- نايجل لونويجك على موقع Soccerway.com (الإنجليزية)